# Prognatorhynchus canaliculatus
Prognatorhynchus canaliculatus är en plattmaskart som beskrevs av Tor Karling 1947. Prognatorhynchus canaliculatus ingår i släktet Prognatorhynchus, och familjen Gnathorhynchidae. Arten är reproducerande i Sverige.